# Wahlkreis Caithness, Sutherland and Easter Ross (House of Commons)
| Caithness, Sutherland and Easter Ross |
| ------------------------------------- |
| Caithness, Sutherland and Easter Ross |
| Gebildet                              |
| 1997                                  |
| Abgeordneter                          |
| Jamie Stone (LibDem)                  |
| Regionen                              |
| Highland                              |

Caithness, Sutherland and Easter Ross ist ein Wahlkreis für das Britische Unterhaus. Er wurde 1997 aus dem ehemaligen Wahlkreis Caithness and Sutherland sowie Teilen von Ross, Cromarty and Skye geschaffen und deckt die nordöstlichen Gebiete der Council Area Highland ab. Der gleichnamige Wahlkreis für das schottische Parlament wurde im Zuge der Wahlkreisreform 2011 abgeschafft und ging in dem neugeschaffenen Wahlkreis Caithness, Sutherland and Ross auf. Der Wahlkreis entsendet einen Abgeordneten.

## Wahlergebnisse

### Unterhauswahlen 1997
| Ergebnisse der Unterhauswahlen 1997 | Ergebnisse der Unterhauswahlen 1997 | Ergebnisse der Unterhauswahlen 1997 | Ergebnisse der Unterhauswahlen 1997 | Ergebnisse der Unterhauswahlen 1997 |
| Partei                              | Partei                              | Kandidat                            | Stimmen                             | %                                   |
| ----------------------------------- | ----------------------------------- | ----------------------------------- | ----------------------------------- | ----------------------------------- |
|                                     | Liberal Democrats                   | Robert Maclennan                    | 10.381                              | 35,6                                |
|                                     | Labour                              | James Hendry                        | 8122                                | 27,8                                |
|                                     | SNP                                 | Euan Harper                         | 6710                                | 23,0                                |
|                                     | Conservative                        | Tom Miers                           | 3184                                | 10,8                                |
|                                     | Referendum                          | Carolyn Ryder                       | 369                                 | 1,3                                 |
|                                     | Green                               | John Martin                         | 230                                 | 0,8                                 |
|                                     | UKIP                                | Martin Carr                         | 212                                 | 0,7                                 |

### Unterhauswahlen 2001
| Ergebnisse der Unterhauswahlen 2001 | Ergebnisse der Unterhauswahlen 2001 | Ergebnisse der Unterhauswahlen 2001 | Ergebnisse der Unterhauswahlen 2001 | Ergebnisse der Unterhauswahlen 2001 | Ergebnisse der Unterhauswahlen 2001 |
| Partei                              | Partei                              | Kandidat                            | Stimmen                             | %                                   | ±                                   |
| ----------------------------------- | ----------------------------------- | ----------------------------------- | ----------------------------------- | ----------------------------------- | ----------------------------------- |
|                                     | Liberal Democrats                   | John Thurso                         | 9041                                | 36,4                                | +0,8                                |
|                                     | Labour                              | Michael Meighan                     | 6297                                | 25,3                                | −2,5                                |
|                                     | SNP                                 | John MacAdam                        | 5273                                | 21,2                                | −1,8                                |
|                                     | Conservative                        | Robert Rowantree                    | 3513                                | 14,1                                | +3,3                                |
|                                     | Socialist                           | Karn Mabon                          | 544                                 | 2,2                                 | +2,2                                |
|                                     | Parteilos                           | Gordon Campbell                     | 199                                 | 0,8                                 | +0,8                                |

### Unterhauswahlen 2005
| Ergebnisse der Unterhauswahlen 2005 | Ergebnisse der Unterhauswahlen 2005 | Ergebnisse der Unterhauswahlen 2005 | Ergebnisse der Unterhauswahlen 2005 | Ergebnisse der Unterhauswahlen 2005 | Ergebnisse der Unterhauswahlen 2005 |
| Partei                              | Partei                              | Kandidat                            | Stimmen                             | %                                   | ±                                   |
| ----------------------------------- | ----------------------------------- | ----------------------------------- | ----------------------------------- | ----------------------------------- | ----------------------------------- |
|                                     | Liberal Democrats                   | John Thurso                         | 13.957                              | 50,6                                | +14,2                               |
|                                     | Labour                              | Alan Jamieson                       | 5789                                | 20,9                                | −4,4                                |
|                                     | SNP                                 | Karen Shirron                       | 3686                                | 13,3                                | −7,9                                |
|                                     | Conservative                        | Angus Ross                          | 2835                                | 10,3                                | −3,8                                |
|                                     | Parteilos                           | Gordon Campbell                     | 848                                 | 3,1                                 | +2,3                                |
|                                     | Socialist                           | Luke Ivory                          | 548                                 | 2,0                                 | −0,2                                |

### Unterhauswahlen 2010
| Ergebnisse der Unterhauswahlen 2010 | Ergebnisse der Unterhauswahlen 2010 | Ergebnisse der Unterhauswahlen 2010 | Ergebnisse der Unterhauswahlen 2010 | Ergebnisse der Unterhauswahlen 2010 | Ergebnisse der Unterhauswahlen 2010 |
| Partei                              | Partei                              | Kandidat                            | Stimmen                             | %                                   | ±                                   |
| ----------------------------------- | ----------------------------------- | ----------------------------------- | ----------------------------------- | ----------------------------------- | ----------------------------------- |
|                                     | Liberal Democrats                   | John Thurso                         | 11.907                              | 41,4                                | −9,2                                |
|                                     | Labour                              | John Mackay                         | 7081                                | 24,6                                | +3,7                                |
|                                     | SNP                                 | Jean Urquhart                       | 5516                                | 19,2                                | +5,9                                |
|                                     | Conservative                        | Alastair Graham                     | 3744                                | 13,0                                | +2,7                                |
|                                     | Parteilos                           | Gordon Campbell                     | 520                                 | 1,8                                 | −1,3                                |

### Unterhauswahlen 2015
| Ergebnisse der Unterhauswahlen 2015 | Ergebnisse der Unterhauswahlen 2015 | Ergebnisse der Unterhauswahlen 2015 | Ergebnisse der Unterhauswahlen 2015 | Ergebnisse der Unterhauswahlen 2015 | Ergebnisse der Unterhauswahlen 2015 |
| Partei                              | Partei                              | Kandidat                            | Stimmen                             | %                                   | ±                                   |
| ----------------------------------- | ----------------------------------- | ----------------------------------- | ----------------------------------- | ----------------------------------- | ----------------------------------- |
|                                     | SNP                                 | Paul Monaghan                       | 15.831                              | 46,3                                | +27,1                               |
|                                     | Liberal Democrats                   | John Thurso                         | 11.987                              | 35,1                                | −6,3                                |
|                                     | Labour                              | John Erskine                        | 3061                                | 9,0                                 | −15,6                               |
|                                     | Conservative                        | Alastair Graham                     | 2326                                | 6,8                                 | −6,2                                |
|                                     | UKIP                                | Ann Murray                          | 981                                 | 2,9                                 | +2,9                                |

### Unterhauswahlen 2017
| Ergebnisse der Unterhauswahlen 2017 | Ergebnisse der Unterhauswahlen 2017 | Ergebnisse der Unterhauswahlen 2017 | Ergebnisse der Unterhauswahlen 2017 | Ergebnisse der Unterhauswahlen 2017 | Ergebnisse der Unterhauswahlen 2017 |
| Partei                              | Partei                              | Kandidat                            | Stimmen                             | %                                   | ±                                   |
| ----------------------------------- | ----------------------------------- | ----------------------------------- | ----------------------------------- | ----------------------------------- | ----------------------------------- |
|                                     | Liberal Democrats                   | Jamie Stone                         | 11.061                              | 35,8                                | +0,7                                |
|                                     | SNP                                 | Paul Monaghan                       | 9017                                | 29,2                                | −17,1                               |
|                                     | Conservative                        | Struan Mackie                       | 6990                                | 22,6                                | +15,8                               |
|                                     | Labour                              | Olivia Bell                         | 3833                                | 12,4                                | +3,4                                |

### Unterhauswahlen 2019
| Ergebnisse der Unterhauswahlen 2019 | Ergebnisse der Unterhauswahlen 2019 | Ergebnisse der Unterhauswahlen 2019 | Ergebnisse der Unterhauswahlen 2019 | Ergebnisse der Unterhauswahlen 2019 | Ergebnisse der Unterhauswahlen 2019 |
| Partei                              | Partei                              | Kandidat                            | Stimmen                             | %                                   | ±                                   |
| ----------------------------------- | ----------------------------------- | ----------------------------------- | ----------------------------------- | ----------------------------------- | ----------------------------------- |
|                                     | Liberal Democrats                   | Jamie Stone                         | 11.705                              | 37,2                                | +1,4                                |
|                                     | SNP                                 | Karl Rosie                          | 11.501                              | 36,6                                | +7,4                                |
|                                     | Conservative                        | Andrew Sinclair                     | 5167                                | 16,5                                | −6,2                                |
|                                     | Labour                              | Cheryl McDonald                     | 1936                                | 6,2                                 | −6,2                                |
|                                     | Brexit                              | Sandra Skinner                      | 1139                                | 3,6                                 | n. a.                               |